# Maasa Sudō
Sudou Maasa ( (須藤 茉麻)?) (Tokio, Japón, 3 de julio de 1992) es una cantante idol, actualmente miembro del grupo Berryz Kobo perteneciente a Hello! Project.

## Historia
En 2002, Maasa Sudou pasó con éxito la audición de Hello! Project Kids. Maasa Sudou es actualmente miembro del grupo Berryz Kobo.
En marzo de 2009, ella lanzó su primer photobook, llamado "Maasa".
En 2010, se confirmó que iba a ser la actriz principal de la película Light Novel no Tanoshii Kakikata, basada en una novela con el mismo nombre. La película se estrenó en cines en Japón en diciembre de 2010, y el DVD fue lanzado 3 de marzo de 2011. Maasa desempeñó el papel de "Tsurugi Yabusame", la chica hermosa y rica y fuerte, con un secreto, es secreto de la escritura de una nueva y exitosa novela, bajo el nombre de "Mio Himemiya".

## Trabajos

### Películas
- [2002] Minimoni ja Movie Okashi na Daibouken! (ミニモニ。じゃム→ビ→お菓子な大冒険!)
- [2010] Light Novel no Tanoshii Kakikata (ライトノベルの楽しい書き方)

### Photobook
- 2009 1º Photobook "Maasa"